# 1412-es busz
Az 1412-es jelzésű autóbuszvonal egy  országos autóbusz-járat volt Ózd és Berettyóújfalu között, Miskolc és Debrecen érintésével, amit a Volánbusz Zrt. látott el.
A 2020. július 1-jei menetrendváltással a Volánbusz megszüntette az autóbuszvonalat

## Közlekedése
A járat a Borsod-Abaúj-Zemplén vármegyei Ózdi járás székhelyéről, az egykor fontos iparváros Ózdról indult, a megyeszékhely Miskolcig a 26-os főúton közlekedett, érintett két járásközpontot (Putnoki járás – Putnok, Kazincbarcikai járás – Kazincbarcika), utóbbi városban az autóbusz-állomásra is betért. Miskolcon a Stromfeld laktanyánál (melytől ma több üzem is elérhető) és a Vármegyei Kórházon kívül csak a Búza téren és a Tapolcai elágazásnál állt meg. Ezután a szomszédos vármegyeszékhely Debrecenig útvonala eltért az 1372-es járatétól, ugyanis a 304-es úton keresztül felhajtott az M30-as autópályára, egy darabig az M3-ason haladt, Debrecent az M35-ösön közelítette meg. Debrecenben az autóbusz-állomást és a vasútállomást is érintette, majd a szintén járásközpont Berettyóújfaluig gyorsjáratként közlekedett, csak néhány helyen állt meg.
A járatot 2014-ig Hajdú Volán, 2019-ig az ÉMKK üzemeltette. Naponta egy járatpár szállította az utasokat. Hajnalban indult Berettyóújfaluból a járat, amely 10 óra előtt ért Ózdra. A busz és a sofőr jó 3 és fél órát pihent, majd visszaindult Hajdú-Bihar vármegyébe, a végállomásra késő délutánra érkezett meg. Főként a berettyóújfalui üzemegység (autópályás járatra korszerűtlensége miatt nem való) Volvo B10-e közlekedett rajta, de előfordult Irisbus Crossway is.

## Megállóhelyei
| 0  | Ózd, autóbusz-állomás végállomás                    | 25 | 1A, 2A, 2E, 4, 7, 8, 20A, 21, 22, 26, 33, 74 1031, 1034, 1052, 1384, 3411, 3770, 3773, 4140, 4145, 4147, 4148, 4150, 4151, 4153, 4155, 4157, 4158, 4160, 4161, 4180, 4185, 4186 |
| 1  | Ózd, vasútállomás                                   | 24 | 4, 7, 8, 21, 22, 74 1384, 3770, 3773, 4140, 4145 személyvonat |
| 2  | Ózd, Alsó vasútállomás                              | 23 | 4, 74 1384, 3770, 3773, 4140, 4145 személyvonat |
| 3  | Ózd, centeri elágazás                               | 22 | 1384, 3770, 3773, 4140, 4145 |
| 4  | Sajópüspöki, élelmiszerbolt                         | 21 | 1034, 1384, 3770, 3773, 4140, 4145 |
| 5  | Bánréve, autóbusz-váróterem                         | 20 | 1034, 1384, 3770, 3773, 4140, 4145 személyvonat |
| 6  | Héti elágazás                                       | 19 | 1034, 1384, 3770, 3773, 4057, 4063, 4140, 4145, 4188 |
| 7  | Putnok, Fő tér                                      | 18 | 1384, 3770, 3773, 4057, 4062, 4063, 4065, 4140, 4145, 4147, 4148, 4151, 4188, 4193, 4194, 4195 |
| 8  | Dubicsány, panzió                                   | 17 | 1384, 3770, 3773, 4057, 4062, 4063, 4065 |
| 9  | Vadna, községháza                                   | 16 | 1054, 1384, 3408, 3770, 3773, 4057, 4058, 4059, 4060, 4061, 4062, 4063, 4065, 4066, 4153 személyvonat |
| 10 | Sajókaza, vasútállomás bejárati út                  | 15 | 1054, 1384, 3408, 3770, 3773, 4057, 4058, 4059, 4060, 4061, 4062, 4063, 4065, 4066, 4069, 4070, 4153 személyvonat |
| 11 | Kazincbarcika, ÉRV II. telep                        | ∫  | 1384 |
| 12 | Kazincbarcika, autóbusz-állomás                     | 14 | 3, 3B, 4, 4B, 4C, 9, 23 1054, 3408, 3756, 3765, 3768, 3770, 3772, 4040, 4041, 4047, 4048, 4050, 4052, 4057, 4059, 4060, 4065, 4066, 4069, 4070, 4075, 4078, 4080, 4083, 4153 |
| 13 | Kazincbarcika, Szent Flórián tér autóbusz-váróterem | 13 | 23, 42 1054, 1384, 3756, 3765, 3768, 3769, 3770, 3772, 3773, 4040, 4041, 4043, 4044, 4045, 4047, 4048, 4050, 4052, 4057, 4058, 4061, 4062, 4063, 4065, 4066, 4067, 4069, 4070, 4075, 4077, 4078, 4079, 4080, 4081, 4082, 4083, 4084 |
| 14 | Sajószentpéter, edelényi elágazás                   | 12 | 1384, 3754, 3761, 3765, 3768, 3769, 3770, 4091, 4098 |
| 15 | Miskolc, Stromfeld laktanya                         | 11 | 3700, 3701, 3702, 3703, 3704, 3705, 3707, 3708, 3709, 3711, 3754, 3757, 3760, 3765, 3769, 3770, 3774, 3775, 3776 |
| 16 | Miskolc, megyei kórház                              | 10 | 12, 14, 14Y, 20, 24, 35R, 54 1384, 3700, 3701, 3702, 3703, 3704, 3705, 3707, 3708, 3709, 3754, 3757, 3760, 3765, 3768, 3770, 3774, 3775, 3776 |
| 17 | Miskolc, autóbusz-állomás                           | 9  | 1, 2, 3, 3A, 4, 7, 11, 14Y, 20, 24, 28, 32, 43, ME 1369, 1370, 1372, 1373, 1374, 1375, 1376, 1377, 1379, 1380, 1382, 1383, 1384, 3700, 3701, 3702, 3703, 3704, 3705, 3706, 3707, 3708, 3709, 3710, 3711, 3712, 3715, 3716, 3717, 3718, 3719, 3720, 3721, 3722, 3723, 3724, 3726, 3727, 3728, 3729, 3730, 3731, 3733, 3734, 3735, 3736, 3737, 3738, 3739, 3740, 3741, 3742, 3743, 3744, 3745, 3746, 3747, 3748, 3749, 3750, 3751, 3752, 3754, 3755, 3757, 3760, 3761, 3765, 3768, 3769, 3770, 3774, 3775, 3776 |
| 18 | Tapolcai elágazás                                   | 8  | 2, 4, 12, 14, 14Y, 20, 22, 30, 32, 34, 43, 44 1369, 1370, 1372, 1373, 1374, 1375, 1376, 1377, 1379, 1380, 3739, 3740, 3741, 3742, 3743, 3744, 3745, 3747, 3748, 3749, 3750, 3751, 3752 |
| 19 | Debrecen, ATC                                       | 7  | 15, 15Y, 24, 24Y, 34, 35, 35Y, 36 1372, 1373, 1374, 1446, 4459, 4460, 4461, 4463, 4464, 4466 |
| 20 | Debrecen, autóbusz-állomás                          | 6  | 5, 5A 10, 10A, 10Y, 46, 46H, 46E 1301, 1343, 1344, 1372, 1373, 1374, 1432, 1440, 1441, 1443, 1444, 1446, 1447, 1449, 1450, 4225, 4304, 4323, 4324, 4400, 4401, 4402, 4403, 4405, 4406, 4407, 4408, 4410, 4412, 4413, 4414, 4416, 4420, 4421, 4422, 4423, 4430, 4431, 4432, 4434, 4438, 4440, 4445, 4446, 4450, 4451, 4452, 4453, 4459, 4460, 4461, 4463, 4464, 4466, 4475, 4477, 4502, 4506, 4512, 4521 |
| 21 | Debrecen, vasútállomás                              | 5  | 1, 2 10, 10A, 10Y, 16, 18, 18Y, 21, 30, 30A, 30I, 30N, 37, 39, 42, 42A, 43, 44, 46, 46H, 46E, 47, 47Y, 48, 146, Airport1 1373, 1374, 1432, 1440, 1441, 1449, 4225, 4304, 4323, 4324, 4400, 4401, 4402, 4403, 4405, 4406, 4407, 4408, 4410, 4412, 1143, 4414, 4416, 4420, 4421, 4422, 4423, 4430, 4431, 4432, 4434, 4438, 4502, 4512 S506 sebesvonat, gyorsvonat, IC, EC, expresszvonat |
| 22 | Mikepércs, autóbusz-váróterem                       | 4  | 1440, 1441, 4420, 4423, 4430, 4431, 4432, 4434, 4506, 4512, 4521 |
| 23 | Sáránd, vasútállomás                                | 3  | 1440, 1441, 4420, 4423, 4430, 4431, 4432, 4434, 4506, 4512, 4521 S506 |
| 24 | Derecske, autóbusz-váróterem                        | 2  | 1373, 1374, 1432, 1440, 1441, 4423, 4425, 4430, 4431, 4432, 4434, 4436, 4506, 4521, 4542 |
| 25 | Tépe, községháza                                    | ∫  | |
| 26 | Tépei elágazás                                      | 1  | 1440, 1441, 4425, 4430, 4431, 4432, 4434, 4436, 4506, 4521 |
| 27 | Berettyóújfalu, autóbusz-állomás végállomás         | 0  | 1373, 1374, 1432, 1440, 1441, 4425, 4430, 4431, 4432, 4434, 4436, 4500, 4501, 4505, 4506, 4508, 4512, 4521, 4522, 4532, 4564, 4565 |